# Poul Møller (Politiker)
Poul Møller (* 13. Oktober 1919 in Frederiksberg, Kopenhagen; † 5. August 1997, begraben in Frederiksberg) war ein dänischer Rechtsanwalt, Journalist und Politiker von Det Konservative Folkeparti, der unter anderem Finanzminister und Europaabgeordneter war.

## Leben

### Frühes politisches Engagement, Studium und Zweiter Weltkrieg
Møller absolvierte seine Schulausbildung am Skt. Jørgens Gymnasium und begann in seiner Schulzeit geprägt durch die Ansichten von John Christmas Møller, dem Vorsitzenden der Fraktion der Konservativen Volkspartei im Folketing, in den 1930er Jahren sein politisches Engagement und war zwischen 1937 und 1938 als Vorsitzender der konservativen Gymnasiasten. 1938 begann er nach dem Abitur (Studentereksamen) ein Studium der Rechtswissenschaften, das er 1947 abschloss. 
Des Weiteren war er von 1939 bis 1942 Vorsitzender der Konservativen Studentenvereinigung Während seiner Studienzeit arbeitete er darüber hinaus zeitweilig als Sekretär der Vormundschaftsbehörde sowie einige Zeit als Sekretär der Wohnungsbaubehörde.
Im Juni 1940 begann er mit seinem älteren Bruder Aksel Møller sowie Erik Ninn-Hansen, die beide später ebenfalls als politische Führer Fraktionsvorsitzende der Konservativen Volkspartei im Folketing waren, die Zusammenarbeit mit anderen politischen Jugendorganisationen während der Besetzung Dänemarks durch die deutsche Wehrmacht. Im September 1940 organisierte er ein Treffen der demokratischen Studentenvereinigung in der Sportschule Gerlev und war zwischen 1940 und 1943 Sekretär der daraus entstandenen Jugendzusammenarbeit (Dansk Ungdomssamvirke) in Kopenhagen.
Später war Møller zwischen 1943 und 1948 Landesvorsitzender der Konservativ Ungdom (KU), des Jugendverbandes von Det Konservative Folkeparti, und zeitgleich Mitglied des Hauptvorstandes der Partei.

### Nachkriegszeit und Folketingsabgeordneter
Als Landesvorsitzender der KU arbeitete er an der Lösung der wirtschaftlichen und sozialen Probleme Jugendlicher in der Nachkriegszeit und war zwischen 1945 und 1950 zugleich Mitglied der Jugendkommission sowie Mitglied der vom Verteidigungsministerium eingesetzten Kommission für die Rationalisierung der Ausbildungszeit von Wehrpflichtigen.
Im Alter von 26 Jahren kandidierte Møller für Det Konservative Folkeparti bei der Wahl vom 30. Oktober 1945 im Wahlkreis Nyborg erstmals für ein Abgeordnetenmandat im Folketing. Nach einer erneuten erfolglosen Kandidatur im Wahlkreis Maribo Amt bei der Wahl vom 28. Oktober 1947 wurde er als Nachrücker für Edward Tesdorph 1950 Abgeordneter des Folketing, ehe er kurz darauf bei der Wahl am 5. September 1950 im Wahlkreis Silkeborg zum Abgeordneten in das Folketing gewählt wurde. Unmittelbar nach seinem Eintritt in das Folketing wurde er Mitglied der Nationalen Versicherungskommission und setzte seine Ansichten für eine Altersrente 1956 innerhalb seiner Fraktion durch. Zugleich wurde er zu einem Befürworter der Zusammenarbeit mit der Venstre, die zusammen mit der Konservativen Volkspartei zwischen 1950 und 1953 unter Ministerpräsident Erik Eriksen eine Koalitionsregierung bildete und damit eine Alternative zu den Regierungen der Socialdemokraterne schuf.
1952 erhielt Møller seine Zulassung als Rechtsanwalt, arbeitete aber zwischen 1953 und 1958 als Redakteur für Politik und Wirtschaft bei der Tageszeitung Dagens Nyheder. Bei der Folketingswahl vom 14. Mai 1957 wurde er als Abgeordneter wiedergewählt und vertrat nunmehr bis zur Folketingswahl am 22. November 1966 den Wahlkreis Gladsakse. 

### Journalist und Präsident des Staatlichen Rechnungshofes
Nach dem Tod seines Bruders Aksel Møller am 20. März 1958 wurde zwar Poul Sørensen dessen Nachfolger als politischer Führer und Vorsitzender der Fraktion von Det Konservative Folkeparti, allerdings übernahm Poul Møller an Sørensens Seite zahlreiche wichtige Aufgaben und war neben diesem der wichtigste Führer der Partei. Zwischen 1958 und 1971 war er unter anderem auch Mitglied des Hauptvorstandes der Konservativen Volkspartei. Daneben verfasste er zwischen 1958 und 1961 Leitartikel für Dagens Nyheder, ehe er zwischen 1961 und 1979 mit Ausnahme seiner späteren Amtszeiten als Minister Leitartikel für die Tageszeitung Berlingske Tidende schrieb.
Zusammen mit Henry Christensen von der Venstre verfasste er im Oktober 1959 das gemeinsame Programm beider Parteien, das unter anderem ein Steuerprogramm als Grundlage einer zusammenhängenden liberal-konservativen Politik enthielt. Allerdings gelang es den beiden Parteien nicht, echte Alternativen gegen die Steuerpolitik der Socialdemokraterne anzubieten, die unter anderem die Einführung einer Quellensteuer forderte und letztlich zwischen 1953 und 1968 die Ministerpräsidenten Dänemarks stellte. Seine 1962 gestellte Forderung zur Besteuerung von Kartoffeln und Brei für Kaufleute und Verbraucher ließ außer Acht, dass auch Großabnehmer höhere Mehrwertsteuern zu entrichten hatten. In der Folgezeit setzte er sich für eine breitere Zusammenarbeit von Regierung und Opposition ein, nachdem eine von ihm erhoffte Koalitionsregierung von Venstre und Konservative Folkeparti bei der Folketingswahl vom 15. November 1960 keine Mehrheit erhalten hatte. Als Mitglied der Zollkommission zwischen 1953 und 1959 war er maßgeblich an einem Entwurf für ein Zollgesetz verantwortlich, das Voraussetzung für einen Beitritt zur Europäischen Freihandelsassoziation (EFTA) am 4. Januar 1960 war.
Aufgrund dieser langjährigen Erfahrungen und Kenntnisse der Staatsfinanzen bekleidete er zwischen 1961 und 1968 das Amt eines Auditors (Statsrevisor) und war zuletzt zwischen 1964 und 1968 Präsident des Staatlichen Rechtshofes (Statsrevisionen).

### Finanzminister
Møller engagierte sich in den 1960er Jahren für die Zusammenarbeit Skandinaviens im Nordischen Rat und war als Mitglied des Europarates zwischen 1964 und 1968 ein energischer Vorkämpfer für einen Beitritt Dänemarks in die Europäischen Gemeinschaften. Bei der Folketingswahl 1966 wurde er als Abgeordneter wiedergewählt und vertrat nunmehr bis zur Wahl am 21. September 1971 die Interessen des Wahlkreises Fredensborg.
Als die Konservative Volkspartei nach fünfzehnjähriger Opposition nach der Folketingswahl vom 23. Januar 1968 zusammen mit Det Radikale Venstre (RV) sowie der Venstre unter Ministerpräsident Hilmar Baunsgaard von der RV am 2. Februar 1968 eine Koalitionsregierung bildete, wurde Møller Finanzminister (Finansminister) in dieser Regierung.
Unmittelbar danach setzte er die von der Vorgängerregierung des sozialdemokratischen Ministerpräsidenten Jens Otto Krag geplante Einführung der Quellensteuer aus, da aus seiner Sicht die Vorarbeit dazu nicht abgeschlossen war. Daneben kam es zum wachsenden Druck nach einer Regulierung der Finanzgesetzgebung in Verbindung mit Kommunalreformen sowie der Umsetzung einer Einkommensreform.
Nach dem Tod von Innenminister Poul Sørensen am 29. Juni 1969 wurde er dessen Nachfolger als politischer Führer und damit als Vorsitzender der Fraktion von Det Konservative Folkeparti im Folketing.
Aufgrund seiner angeschlagenen Gesundheit musste er kurz darauf allerdings selbst für vier Monate vom damaligen Verteidigungsminister Erik Ninn-Hansen als Finanzminister vertreten werden und schließlich wegen erneuter Gesundheitsprobleme am 17. März 1971 endgültig von seinem Ministeramt zurücktreten, woraufhin Ninn-Hansen nunmehr offiziell zum Finanzminister ernannt wurde. Gleichzeitig übernahm Ninn-Hansen auch das Amt des politischen Führers der Partei im Folketing. Letztlich verzichtete Møller bei den Folketingswahlen am 21. September 1971 auf eine erneute Kandidatur.
Knapp zwei Monate später erklärte er jedoch im November 1971 auf der Sitzung des Landesrates der Partei, dass er für eine Kandidatur als Parteivorsitzender zur Verfügung stehe, wenn der bisherige Landesvorsitzende Knud Thestrup wie angekündigt 1972 zurücktreten würde. Letztlich wurde jedoch Erik Haunstrup Clemmensen 1972 zu Thestrups Nachfolger als Vorsitzender der Konservativen Volkspartei gewählt.

### Wirtschaftsmanager und Europaabgeordneter
Nach seinem Ausscheiden aus der Regierung war er seit 1971 Mitglied des Vorstandes der Vereinigten Kreditgenossenschaften (Forenede Kreditforeninger) und zwischen 1971 und 1979 Vorsitzender der Organisation Foreningen Dansk Arbejde, die sich seit ihrer Gründung 1908 für die Förderung dänischer Waren einsetzte. Des Weiteren wurde er 1971 Vorstandsmitglied der Kgl. Bratidassurance sowie 1972 Vorsitzender der Dänischen Verkaufsmessen (Dansk Købestævne).
Bei der Europawahl 1979 hatte Møller ein politisches Comeback, als er mit einer hohen Zahl persönlicher Stimmen zum Mitglied des Europäischen Parlaments gewählt wurde und diesem während der ersten und zweiten Legislaturperiode bis zu seinem Mandatsverzicht 1986 angehörte. Während seiner Mitgliedschaft im Europäischen Parlament war er zeitweise einer von dessen Vizepräsidenten. Seit 1979 war er zudem Berater der Tageszeitung Morgenavisen Jyllands-Posten.

### Familie
Poul Møller war dreimal verheiratet. Aus seiner ersten am 28. Februar 1942 geschlossenen Ehe mit der Journalistin Lis Jakobsen, die zwischen 1966 und 1973 sowie 1981 bis zu ihrem Tod 1983 ebenfalls Abgeordnete der Konservativen Volkspartei im Folketing war, gingen drei Kinder hervor, darunter der Politiker Per Stig Møller, der Det Konservative Folkeparti seit 1984 als Abgeordneter im Folketing vertritt und sowohl Partei- als auch Fraktionsvorsitzender war und als Umweltminister 1990 bis 1993, Außenminister 2001 bis 2010 sowie Kultur- und Kirchenminister 2010 bis 2011 fungierte.
Nach dem Tod seiner ersten Ehefrau heiratete er 1984 die frühere Schauspielerin Line Bro, die als Abgeordnete die Socialdemokraterne im Folketing vertrat. 1988 wurde er von Line Bro geschieden.
Zuletzt schloss er am 1. April 1990 seine dritte Ehe mit der Schauspielerin Grethe Thordahl, von der er 1997 geschieden wurde.

## Veröffentlichungen
- De islandske håndskrifter, 1965
- Mennesker og meninger, 1970
- Politik, 1972
- Politik på vrangen, 1974
- Fra kamp til samarbejde. En fortælling om to partier, 1975
- Gennembrudsår, 1977
- Europas vej, 1979.

Für sein literarisches Werk wurde er 1972 mit dem Renault-Preis sowie 1976 mit dem Merconom-Preis ausgezeichnet.